# بيلي ميتشيل
بيلي ميتشيل (بالإنجليزية: Billy Mitchell)‏ هو سياسي بريطاني، ولد في 1939 في المملكة المتحدة، وتوفي في 22 يوليو 2006 في المملكة المتحدة.